# Яновский сельсовет (Краснопольский район)
Яновский сельсовет — административная единица на территории Краснопольского района Могилёвской области Белоруссии.

## История
25 июля 2008 года в состав сельсовета вошли населённые пункты упразднённого Высокоборского сельсовета.

## Состав
Яновский сельсовет включает 16 населённых пунктов:
- Брылёвка — деревня.
- Буглаи — деревня.
- Галузы — деревня.
- Заборье — деревня.
- Заречье — посёлок.
- Какойск — деревня.
- Калининский — посёлок.
- Козелье — деревня.
- Курбаки — деревня.
- Лесовой — посёлок.
- Лещенка — деревня.
- Малиновка — деревня.
- Палуж 1 — деревня.
- Палуж 2 — деревня.
- Передовой — посёлок.
- Яновка — агрогородок.